# Капитолий штата Колорадо
Капито́лий шта́та Колора́до (англ. Colorado State Capitol) находится в городе Денвер (англ. Denver) — столице штата Колорадо. В нём проводит свои заседания Генеральная Ассамблея Колорадо (англ. Colorado General Assembly), состоящая из Палаты представителей и Сената штата Колорадо. В нём также находятся офисы губернатора и лейтенант-губернатора Колорадо. Здание Капитолия было построено в 1886—1894 годах по проекту известного архитектора Элайджи Майерса (Elijah E. Myers) с использованием колорадского белого гранита, и было открыто в ноябре 1894 года. Купол Капитолия покрыт позолоченными пластинами, которые были первоначально установлены в 1908 году, в память о золотой лихорадке в Колорадо.

## Одна миля над уровнем моря
Расположенное в начале района Капитолийского Холма (англ. Capitol Hill district), здание Капитолия находится несколько выше, чем прилегающий к нему даунтаун Денвера. Официальное значение высоты Денвера замеряется со стороны западного входа в Капитолий, где на 15-й ступеньке выгравированы слова "One Mile Above Sea Level" — одна миля (примерно 1609 м) над уровнем моря. Это — результат измерения, произведённого студентами Университета Денвера (англ. University of Denver) в 1909 году. Сначала на этой ступеньке была установлена латунная табличка, однако после того как вандалы украли её (а также три последующих таблички), в 1947 году было решено высечь соответствующую надпись на камне, то есть прямо на вертикальной части ступеньки.
Вторая отметка высоты в одну милю находится на 18-й ступеньке — она была установлена в 1969 году, когда студенты Университета штата Колорадо (англ. Colorado State University) сделали новое измерение высоты.
В 2003 году с помощью современных средств студентами Metropolitan State College of Denver было произведено более точное вычисление высоты, которое определило, что высота в одну милю находится на уровне 13-й ступеньки, где была установлена третья отметка.

## История
1 августа 1876 года Колорадо был объявлен 38-м штатом США. По конституции штата, столица штата Колорадо должна была быть определена всеобщим голосованием. Такое голосование было проведено 8 ноября 1881 года, и с большим отрывом победил город Денвер.
В 1883 году был объявлен конкурс проектов Капитолия штата Колорадо в Денвере, в котором было предложено участвовать ведущим архитекторам США. Всего на конкурс было представлено довольно много проектов — 21, все под кодовыми именами, скрывающими имена архитекторов. На первом этапе из 21 проекта были отобраны пять. Окончательные итоги конкурса были подведены в августе 1885 года, и победил дизайн под названием Corinthian, представленный архитектором Элайджей Майерсом, который перед этим уже спроектировал Капитолий штата Мичиган и Капитолий штата Техас. Строительство Капитолия штата Колорадо началось в 1886 году, но затянулось до 1894 года в связи с различными проблемами, в том числе из-за превышения сметы на строительство и последовавшей за этим сменой подрядчика. Архитектора Майерса также уволили во время строительства в 1889 году — предположительно, из-за расхождений по денежным вопросам и из-за общего недовольства ходом строительства.
В 1890 году были организованы торжества, посвящённые закладке краеугольного камня Капитолия. К 1892 году были закончены внешние и внутренние стены, а также крыша. Основные работы были завершены в 1894 году.
Изначально купол был покрыт медными пластинами, но через несколько лет медь начала окисляться, и купол стал смотреться гораздо хуже. В 1908 году купол покрыли позолотой. Его пришлось заново покрывать позолотой в 1949, 1980 и 1991 годах.

## Внутренний дизайн
Из главного зала Капитолия открывается вид на внутреннюю часть купола (ротонды), которая находится на высоте 55 м — это примерно соответствует высоте 18-этажного дома. В дизайне внутренней части Капитолия широко используется колорадский розовый оникс (англ. Colorado Rose Onyx) — редкая разновидность розового мрамора из карьера рядом с долиной Була (Beulah, Colorado). На отделку Капитолия ушли все известные запасы этого мрамора. Для отделки полов использовался также местный белый мрамор (англ. Yule Marble) из карьеров рядом с Марбл (Marble, Colorado). Многие окна представляют собой витражи, на которых изображены люди и события, связанные с историей Колорадо. В одном из помещений находится галерея портретов всех президентов США.

## Галерея
- Капитолий штата Колорадо
- Капитолий штата Колорадо в сумерках
- Капитолий штата Колорадо с обратной стороны
- Старое помещение Верховного Суда Колорадо
- Внутренняя часть купола (ротонда)
- Внутренний вид ротонды
- Помещение Сената штата Колорадо
- Помещение Палаты Представителей штата Колорадо
- Галерея президентов
- Внешний вид купола
- На третьем этаже Капитолия
- Статуя перед Капитолием